# Lico (filho de Pandião)
Lico, na mitologia grega, foi um filho de Pandião II, rei de Atenas e de Mégara.
Pandião II era filho de Cécrope II e Metiadusa, filha de Eupalamus; Cécrope era filho de Erecteu e Praxiteia e Eupalamus era filho de Metion. Os filhos de Erecteu e Praxiteia são Cécrope II, Pandorus e Metion, além de várias filhas.
Pandião II foi expulso de Atenas pelos metiônidas, filhos de Metion. Metion era irmão de Cécrope ou, segundo Diodoro Sículo, filho de Eupalamus, filho de Erecteu. Pandião fugiu para Mégara, segundo Pausânias, porque ele era casado com a filha do rei Pylas,  mas, segundo Pseudo-Apolodoro, Pandião se casou com Pília, a filha de Pylas, depois que se refugiou em Mégara. Quando Pylas matou Bias, irmão do seu pai, e foi para o Peloponeso fundar a cidade de Pilos, ele passou o reino para Pandião II. Segundo Pseudo-Apolodoro, os filhos de Pandião II nasceram em Mégara, e se chamavam Egeu, Palas, Niso e Lico. Pandião II ficou doente e morreu em Mégara, onde foi enterrado.
Seus filhos retornaram a Atenas e expulsaram os metiônidas,  recuperando o reino para Egeu ou dividindo o reino em quatro, com Egeu com o poder supremo.
Lico assumiu funções associadas ao culto das Grandes Deusas: foi ele que elevou estes mistérios a grandes honras  e ele proferia oráculos. Um dos oráculos de Lico se referia à Messênia: ele nomeou um objeto, que, se fosse destruído, levaria à submissão da Messênia para sempre mas, se fosse mantido, faria com que, com o tempo, os messênios recuperassem seu país. Durante a Segunda Guerra Messênia, Aristômene escondeu este objeto em Itome.
O Liceu, escola fundada por Aristóteles,[carece de fontes?] tem este nome devido a Lico.
Lico foi expulso de Atenas por Egeu, e se refugiou em Arene, cidade fundada por Afareu; Afareu também recebeu Neleu, quando este foi expulso de Iolco por Pélias. Lico revelou a Afareu e suas filhas os ritos da Grande Deusa.
Lico fugiu de Egeu, e se refugiou com Sarpedão, nos Termilae/Termilai, mas após Lico a região passou a se chamar Lícia. De acordo com a enciclopédia compilada por John Lemprière, Lorenzo Da Ponte e John David Ogilby, Lico, irmão de Egeu, não poderia ter sido recebido por Sarpedão, irmão do primeiro Minos, porque Egeu era contemporâneo do segundo Minos.